# Ivan Čerenčikov
Ivan Andreevič Čerenčikov (in russo Иван Андреевич Черенчиков?, anglosassone Ivan Andreyevich Cherenchikov; Ozjorsk, 25 agosto 1984) è un ex calciatore russo, di ruolo difensore.

## Caratteristiche tecniche
È un difensore centrale.

## Carriera

### Club
Ha giocato nella prima divisione russa.

### Nazionale
Ha giocato nella nazionale russa Under-21.

## Palmarès

### Club

#### Competizioni nazionali
- Pervyj divizion: 1

Amkar Perm': 2003